# Coilia borneensis
Coilia borneensis es una especie de pez del género Coilia, familia Engraulidae. Fue descrita científicamente por Bleeker en 1852.
Se distribuye por el Pacífico Central Occidental: Indonesia y Tailandia. La longitud estándar (SL) es de 12,4 centímetros. Habita en estuarios.
Está clasificada como una especie marina inofensiva para el ser humano.